# Église Saint-Patrick de La Nouvelle-Orléans
Pour les articles homonymes, voir Église Saint-Patrick.
L'église Saint-Patrick de La Nouvelle-Orléans est située aux États-Unis dans l'État de Louisiane, dans la ville de La Nouvelle-Orléans.
C'est la deuxième plus haute église de la ville après l'Église St Stephen .

## Historique
Elle a été construite dans un style néo-gothique dans les années 1830 pour accueillir les catholiques irlandais et a été achevée en 1840.
Les architectes sont James Dakin, Charles Dakin et James Gallier, Sr.
Elle a été classée monument historique en 1974 en étant ajoutée au Registre national des lieux historiques des États-Unis
L'église a été rénovée en 1990.

## Dimensions
Les dimensions de l'édifice sont les suivantes ;
- Hauteur intérieure de la nef ; 25,9 m
- Hauteur de la tour ; 56,4 m